# Lista de partidos políticos nos Estados Unidos

História e evolução do sistema partidário norte americano

Esta é uma lista dos partidos políticos dos Estados Unidos. Não inclui independentes.

## Partidos políticos em atividade

### Principais partidos
| Nome | Nome                                                 |  | Líder          | Ideologia                             | Espectro                 | Presidência dos Estados Unidos | Senadores | Representantes | Governadores estaduais | Senados Estaduais | Câmaras dos Representantes Estaduais | Governos dos Territórios | Senados dos Territórios | Câmaras dos Representantes dos Territórios |
| ---- | ---------------------------------------------------- |  | -------------- | ------------------------------------- | ------------------------ | ------------------------------ | --------- | -------------- | ---------------------- | ----------------- | ------------------------------------ | ------------------------ | ----------------------- | ------------------------------------------ |
|      | Partido Republicano Republican Party Grand Old Party |  | Ronna McDaniel | Conservadorismo Liberalismo económico | Direita (Conservadores)  | 0 / 1                          | 53 / 100  | 196 / 435      | 27 / 50                | 1 080 / 1 972     | 2 773 / 5 411                        | 1 / 6                    | 12 / 97                 | 14 / 91                                    |
|      | Partido Democrata Democratic Party                   |  | Tom Perez      | Liberalismo social                    | Esquerda (Progressistas) | 1 / 1                          | 45 / 100  | 233 / 435      | 23 / 50                | 874 / 1 972       | 2 579 / 5 411                        | 4 / 6                    | 31 / 97                 | 0 / 91                                     |

### Partidos menores
| Nome | Nome                                                                        |  | Líder            | Ideologia            | Espectro                  | Presidência dos Estados Unidos | Senadores | Representantes | Governadores estaduais | Senados Estaduais | Câmaras dos Representantes Estaduais | Governos dos Territórios | Senados dos Territórios | Câmaras dos Representantes dos Territórios |
| ---- | --------------------------------------------------------------------------- |  | ---------------- | -------------------- | ------------------------- | ------------------------------ | --------- | -------------- | ---------------------- | ----------------- | ------------------------------------ | ------------------------ | ----------------------- | ------------------------------------------ |
|      | Partido Libertário Libertarian Party                                        |  | Nicholas Sarwark | Libertarismo         | Direita                   | 0 / 1                          | 0 / 100   | 1 / 435        | 0 / 50                 | 0 / 1 972         | 1 / 5 411                            | 0 / 6                    | 0 / 97                  | 0 / 91                                     |
|      | Partido Verde Green Party                                                   |  | Comité Nacional  | Ambientalismo        | Esquerda                  | 0 / 1                          | 0 / 100   | 0 / 435        | 0 / 50                 | 0 / 1 972         | 0 / 5 411                            | 0 / 6                    | 0 / 97                  | 0 / 91                                     |
|      | Partido da Constituição Constitution Party                                  |  | Frank Fluckiger  | Paleoconservadorismo | Direita e Extrema-direita | 0 / 1                          | 0 / 100   | 0 / 435        | 0 / 50                 | 0 / 1 972         | 0 / 5 411                            | 0 / 6                    | 0 / 97                  | 0 / 91                                     |
|      | Partido para o Socialismo e a Libertação Party for Socialism and Liberation |  | Comité Central   | Comunismo            | Extrema-esquerda          | 0 / 1                          | 0 / 100   | 0 / 435        | 0 / 50                 | 0 / 1 972         | 0 / 5 411                            | 0 / 6                    | 0 / 97                  | 0 / 91                                     |
|      | Partido Americano da Solidariedad American Solidarity Party                 |  | Amar Patel       | Democracia cristã    | Sincretismo               | 0 / 1                          | 0 / 100   | 0 / 435        | 0 / 50                 | 0 / 1 972         | 0 / 5 411                            | 0 / 6                    | 0 / 97                  | 0 / 91                                     |
|      | Partido Reformista Reform Party of the United States of America             |  | Bill C. Merrell  | Reformismo           | Centro                    | 0 / 1                          | 0 / 100   | 0 / 435        | 0 / 50                 | 0 / 1 972         | 0 / 5 411                            | 0 / 6                    | 0 / 97                  | 0 / 91                                     |